# José Rosas Moreno
José Rosas Moreno (Lagos de Moreno, Jalisco, 14 de agosto de 1838 - León, Guanajuato, 13 de julio de 1883) fue un escritor, poeta y fabulista mexicano del siglo XIX, hijo de Ignacio Rosas y Olaya Moreno (pariente del insurgente Pedro Moreno). 
Estudió la primaria en León, Guanajuato, y posteriormente ingresó en el colegio de San Gregorio de la Ciudad de México. Siempre vivió como un cabal liberal, siendo constantemente perseguido por sus ideas y opiniones. Tras restaurarse la república, figuró en varios períodos como diputado para el Congreso General. Fue el responsable de la fundación de varios periódicos, además de desempeñar varios puestos públicos, como el de regidor del ayuntamiento de León, diputado a la Legislatura de Guanajuato, y después al Congreso de la Unión, durante varios periodos.
Fue un poeta de tono menor. Sus varias obras líricas contienen apacibilidad y dulzura, nostalgia y suave melancolía. Escribió también varias obras de teatro para niños, poemas de historias de México y libros de lectura infantiles. Buena parte de su colección de poemas se publicó en 1891 con el título de "Ramo de violetas" con prólogo de Ignacio Altamirano. "La vuelta a la aldea" es uno de sus últimos textos románticos, indicador de la influencia de los trabajos de Becquer en la poesía mexicana. Además de escribir poemas líricos, ayudó a cultivar el drama con un sentido artístico.
En un período de olvido hacia su obra, estrenó una pieza sobre Sor Juana Inés de la Cruz en 1876. A Rosas Moreno se le ha llamado "El poeta de la niñez" por sus grandes obras poéticas y dramáticas dirigidas a los niños, tal como "El Ratoncillo Ignorante". Comúnmente es considerado como el mejor fabulista mexicano; sus 
apólogos son de los más notables que se han escrito en México.

## Teatro José Rosas Moreno
En la ciudad natal de este autor, se edificó un teatro en su honor que lleva su nombre, Teatro José Rosas Moreno. El monumental teatro comenzó a construirse en el año de 1866. Fue Camilo Anaya y Torres, filántropo laguense, quien hacia 1850 empezó a reunir fondos para la construcción de un teatro en el solar de la Daga en Lagos.

## Obras enwikisource

### Poesía
- El Ratoncillo Ignorante
- El Cenzontle
- La vuelta a la aldea
- ¡Quién pudiera vivir siempre soñando!
- El Valle de Mi Infancia
- Ante el cadáver del héroe